# Daxie, Zhejiang
Daxie (kinesiska: 大榭, 大榭街道) är en ort i Kina. Den ligger i provinsen Zhejiang, i den östra delen av landet, omkring 180 kilometer öster om provinshuvudstaden Hangzhou. Antalet invånare är 39 164. Befolkningen består av 17 873 kvinnor och 21 291 män. Barn under 15 år utgör 11,0 %, vuxna 15-64 år 81 %, och äldre över 65 år 7,0 %.
Runt Daxie är det mycket tätbefolkat, med 2 028 invånare per kvadratkilometer. Närmaste större samhälle är Beilun, 11,1 km väster om Daxie. Trakten runt Daxie består till största delen av jordbruksmark.
Genomsnittlig årsnederbörd är 1 783 millimeter. Den regnigaste månaden är juni, med i genomsnitt 312 mm nederbörd, och den torraste är januari, med 53 mm nederbörd.